# Hemiceras cadmia
Hemiceras cadmia är en fjärilsart som beskrevs av Achille Guenée 1852. Hemiceras cadmia ingår i släktet Hemiceras och familjen tandspinnare. Inga underarter finns listade i Catalogue of Life.